# Перегрина

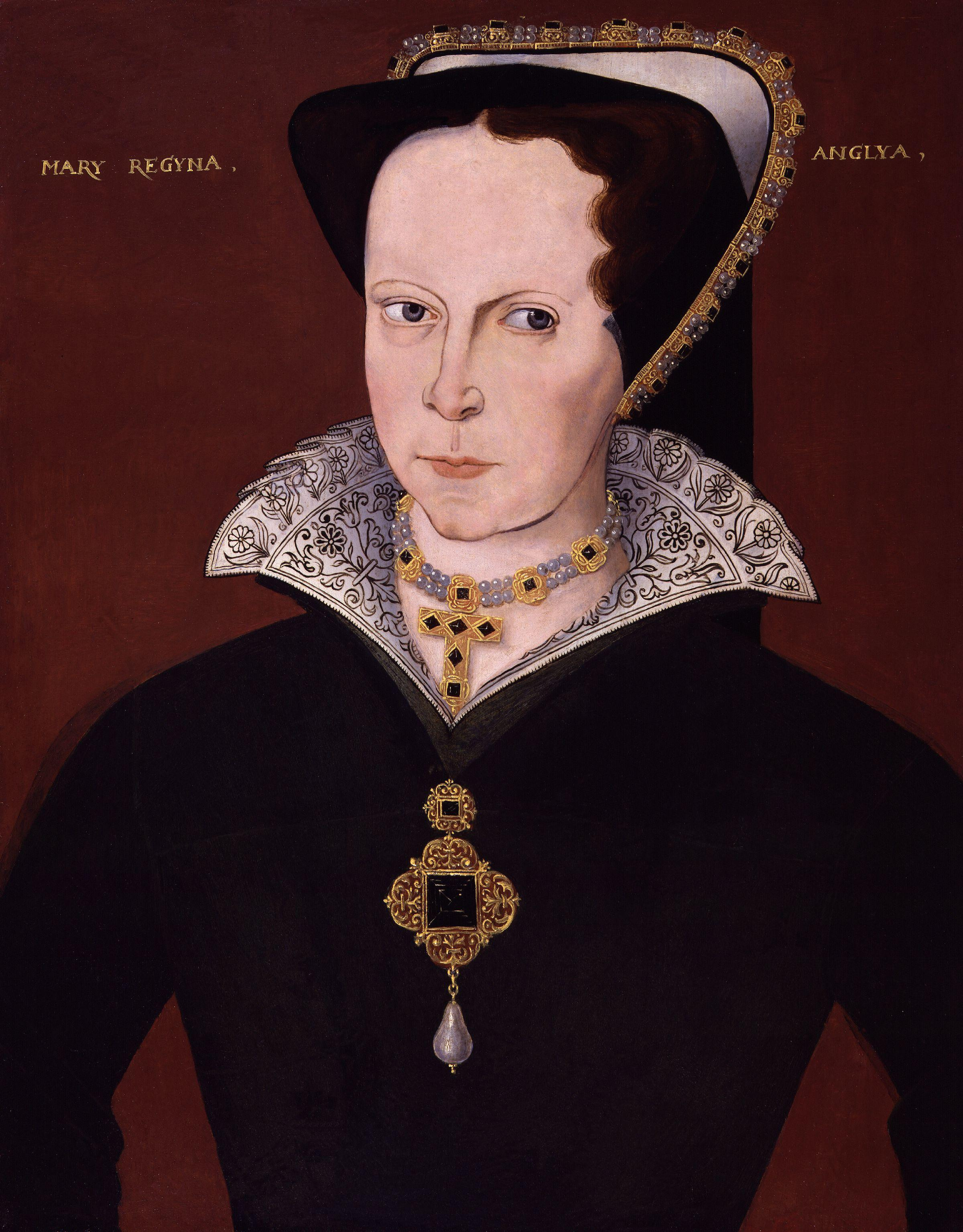
Портрет Марии Тюдор с жемчужиной «Перегрина»

Блуждающая жемчужина (исп. La Peregrina) — грушевидная жемчужина весом 55,95 карат, которая была выловлена темнокожим невольником на Жемчужных островах в середине XVI века и прослыла самой крупной жемчужиной в мире. За её обнаружение невольнику была дарована свобода. У этой жемчужины есть «сестра» под названием Пелегрина, их часто путали, особенно в России.
Начиная с Марии Тюдор (супруги испанского короля Филиппа II), испанские королевы традиционно позировали для парадных портретов в уборе, включавшем в себя Перегрину. Её можно видеть на двух портретах кисти Веласкеса. Когда испанский король Жозеф Бонапарт бежал из страны под натиском английских войск, он взял с собой ряд коронных драгоценностей, включая жемчужину. Экс-король завещал её своему племяннику Людовику Наполеону, который позднее стал императором Франции. В годы английского изгнания Наполеон был вынужден продать испанскую реликвию герцогу Аберкорну из шотландского рода Гамильтонов.
В 1969 году Перегрину продали на аукционе «Сотби» за 37 тыс. долларов актёру Ричарду Бёртону, который преподнёс её на Валентинов день своей жене, актрисе Элизабет Тейлор.
Большой вес жемчужины не раз приводил к тому, что она выпадала из оправы. По легенде, супруги Гамильтон теряли её дважды — на балу в Букингемском дворце и на диване Виндзорского замка. Элизабет Тейлор в своей книге воспоминаний пишет, что обнаружила пропажу жемчужины в номере отеля «Сизарс-пэлас». После поисков драгоценность была обнаружена во рту у её любимого щенка. Впоследствии она была вправлена в тяжёлое ожерелье с бриллиантами и рубинами от Cartier.
С разрешения Элизабет Тейлор широкая публика могла увидеть легендарную жемчужину на выставке, проходившей в 2005 году в Смитсоновском институте. После смерти актрисы жемчужина ушла с молотка в декабре 2011 года за рекордную для жемчуга цену в $11,8 млн.